# نوت-اورشترومتال
نوت-اورشترومتال (به آلمانی: Nuthe-Urstromtal) یک شهر در آلمان است که در تلتو-فلمینگ واقع شده‌است. نوت-اورشترومتال ۶٬۵۱۳ نفر جمعیت دارد.